# 全国老龄工作委员会
全国老龄工作委员会，是中华人民共和国国务院成立的国务院议事协调机构，主管全国老龄工作。

## 沿革
1999年10月20日，《国务院关于成立全国老龄工作委员会的通知》（国发〔1999〕22号）发出，为了加强对老龄工作的领导，经中共中央、国务院批准，决定成立“全国老龄工作委员会”。
2013年《国务院办公厅关于调整全国老龄工作委员会成员单位和组成人员的通知》（国办发〔2013〕31号）发出，调整了全国老龄工作委员会成员单位，全国老龄工作委员会由中央组织部、中央宣传部、中直机关工委、中央国家机关工委、外交部、国家发展改革委、教育部、国家民委、公安部、民政部、司法部、财政部、人力资源社会保障部、住房城乡建设部、文化部、卫生计生委、国家税务总局、国家新闻出版广电总局、国家体育总局、国家统计局、国家旅游局、中国保监会、总政治部、全国总工会、共青团中央、全国妇联、中国老龄协会等27个单位组成。
2015年，全国老龄工作委员会对组成部门进行调整，新增科技部、工业和信息化部、国土资源部、交通运输部和商务部为成员单位，调整后的全国老龄工作委员会共有32个成员单位，组成人员也进行了相应增补。2016年，组成单位总政治部改为中央军事委员会政治工作部。
2018年3月17日第十三届全国人民代表大会第一次会议通过《第十三届全国人民代表大会第一次会议关于国务院机构改革方案的决定》，批准《国务院机构改革方案》。方案规定：“组建国家卫生健康委员会。将国家卫生和计划生育委员会、国务院深化医药卫生体制改革领导小组办公室、全国老龄工作委员会办公室的职责，工业和信息化部的牵头《烟草控制框架公约》履约工作职责，国家安全生产监督管理总局的职业安全健康监督管理职责整合，组建国家卫生健康委员会，作为国务院组成部门。保留全国老龄工作委员会，日常工作由国家卫生健康委员会承担。民政部代管的中国老龄协会改由国家卫生健康委员会代管。国家中医药管理局由国家卫生健康委员会管理。不再保留国家卫生和计划生育委员会。不再设立国务院深化医药卫生体制改革领导小组办公室。”
2023年3月11日，第十四届全国人民代表大会第一次会议通过《第十四届全国人民代表大会第一次会议关于国务院机构改革方案的决定》，批准《国务院机构改革方案》。方案规定：“完善老龄工作体制。为实施积极应对人口老龄化国家战略，更好发展养老事业和养老产业，推动实现全体老年人享有基本养老服务，把国家卫生健康委员会的组织拟订并协调落实应对人口老龄化政策措施、承担全国老龄工作委员会的具体工作等职责划入民政部。全国老龄工作委员会办公室改设在民政部，强化其综合协调、督促指导、组织推进老龄事业发展职责。中国老龄协会改由民政部代管。”

## 职责
全国老龄工作委员会的主要职责是：
1. 研究、制定老龄事业发展战略及重大政策，协调和推动有关部门实施老龄事业发展规划。
2. 协调和推动有关部门做好维护老年人权益的保障工作。
3. 协调和推动有关部门加强对老龄工作的宏观指导和综合管理，推动开展有利于老年人身心健康的各种活动。
4. 指导、督促和检查各省、自治区、直辖市的老龄工作。
5. 组织、协调联合国及其他国际组织有关老龄事务在国内的重大活动[4][1]。

## 组成人员
| 1999年《国务院关于成立全国老龄工作委员会的通知》确定的组成人员是： 主任 - 李岚清（中共中央政治局常委、国务院副总理） 常务副主任 - 司马义·艾买提（国务委员） 副主任 - 多吉才让（民政部部长） - 徐荣凯（国务院副秘书长） - 张左己（劳动保障部部长） - 黄晴宜（中组部副部长） 委员 - 刘鹏（中宣部副部长） - 贾祥（中直机关工委副书记） - 李明豫（中央国家机关工委副书记） - 李荣融（国家计委副主任） - 张保庆（教育部副部长） - 江家福（国家民委副主任） - 杨衍银（民政部副部长） - 段正坤（司法部副部长） - 高强（财政部副部长） - 孙树义（人事部副部长） - 郑一军（建设部副部长） - 艾青春（文化部副部长） - 曹荣桂（卫生部副部长） - 李树文（广电总局副局长） - 张发强（体育总局副局长） - 桂晓风（新闻出版署副署长） - 唐天标（总政治部副主任） - 倪豪梅（全国总工会副主席） - 沈淑济（全国妇联副主席） - 张文范（中国老龄协会会长） | 2003年6月7日《国务院办公厅关于调整全国老龄工作委员会组成人员的通知》（国办发〔2003〕55号）调整后的组成人员是： 主任 - 回良玉（国务院副总理） 副主任 - 李学举（民政部部长） - 汪洋（国务院副秘书长） - 郑斯林（劳动保障部部长） - 王东明（中组部副部长） 委员 - 胡振民（中宣部副部长） - 贾祥（中直机关工委副书记） - 臧献甫（中央国家机关工委副书记） - 李盛霖（发展改革委副主任） - 张保庆（教育部副部长） - 郝文明（国家民委党组成员、纪检组组长） - 李宝库（民政部副部长、中国老龄协会会长） - 段正坤（司法部副部长） - 肖捷（财政部副部长） - 戴光前（人事部副部长） - 郑一军（建设部副部长） - 周和平（文化部副部长） - 马晓伟（卫生部副部长） - 赵炳礼（人口计生委副主任） - 赵实（广电总局副局长） - 柳斌杰（新闻出版总署副署长） - 张发强（体育总局副局长） - 顾朝曦（旅游局副局长） - 唐天标（总政治部副主任） - 倪豪梅（全国总工会副主席） - 沈淑济（全国妇联副主席） - 赵勇（共青团中央书记处书记） |

| 2008年4月17日《国务院办公厅关于调整全国老龄工作委员会组成人员的通知》（国办发〔2008〕24号）调整后的组成人员是： 主任 - 回良玉（国务院副总理） 副主任 - 李学举（民政部部长） - 尹蔚民（人力资源社会保障部部长） - 沈跃跃（中央组织部副部长） - 张勇（国务院副秘书长） 委员 - 翟卫华（中央宣传部副部长） - 杨金永（中直机关工委副书记） - 李宏（中央国家机关工委副书记） - 刘结一（外交部部长助理） - 张茅（发展改革委副主任） - 袁贵仁（教育部副部长） - 吴仕民（国家民委副主任） - 蔡安季（公安部政治部主任） - 窦玉沛（民政部副部长） - 赵大程（司法部副部长） - 王军（财政部副部长） - 黄卫（住房城乡建设部副部长） - 周和平（文化部副部长） - 刘谦（卫生部副部长） - 王培安（人口计生委副主任） - 王力（税务总局副局长） - 雷元亮（广电总局副局长） - 邬书林（新闻出版总署副署长） - 冯建中（体育总局副局长） - 谢鸿光（统计局副局长） - 王志发（旅游局副局长） - 许耀元（总政治部主任助理） - 董力（全国总工会副主席、书记处书记） - 卢雍政（共青团中央书记处书记） - 王乃坤（全国妇联书记处书记） - 李本公（中国老龄协会会长） 2008年9月27日全国老龄工作委员会《关于调整全国老龄工作委员会委员和全国老龄工作委员会办公室常务副主任的通知》（全国老龄委发〔2008〕5号）调整的委员是： 任命委员 - 陈传书（中国老龄协会会长） 免去委员 - 李本公 | 2013年《国务院办公厅关于调整全国老龄工作委员会成员单位和组成人员的通知》（国办发〔2013〕31号）调整后的组成人员是： 主任 - 王勇（国务委员） 副主任 - 李立国（民政部部长） - 尹蔚民（人力资源社会保障部部长） - 陈希（中央组织部副部长） - 丁学东（国务院副秘书长） 委员 （不详） 2017年1月全国老龄工作委员会办公室网站上的组成人员是： 主任 - 王勇（国务委员） 副主任 - 黄树贤（民政部部长） - 尹蔚民（人力资源社会保障部部长） - 陈希（中央组织部副部长） - 孟扬（国务院副秘书长） 委员 （不详） |

| 2018年9月30日《国务院办公厅关于调整全国老龄工作委员会组成人员的通知》（国办发〔2018〕96号）调整后的组成人员是： 主任 - 孙春兰（国务院副总理） 副主任 - 马晓伟（卫生健康委主任） - 黄树贤（民政部部长） - 张纪南（人力资源社会保障部部长） - 姜信治（中央组织部副部长） - 丁向阳（国务院副秘书长） 委员 - 梁言顺（中央宣传部副部长） - 张军（外交部部长助理） - 连维良（发展改革委副主任） - 孙尧（教育部副部长） - 徐南平（科技部副部长） - 王江平（工业和信息化部副部长） - 刘钊（公安部政治部主任） - 高晓兵（民政部副部长） - 赵大程（司法部副部长） - 余蔚平（财政部副部长） - 王广华（自然资源部副部长） - 易军（住房城乡建设部副部长） - 刘小明（交通运输部副部长） - 屈冬玉（农业农村部副部长） - 王炳南（商务部副部长） - 张旭（文化和旅游部副部长） - 孙瑞标（税务总局副局长） - 田世宏（市场监管总局副局长） - 高建民（广电总局副局长） - （待定）（体育总局负责同志） - 贾楠（统计局副局长） - 陈金甫（医保局副局长） - 黄洪（银保监会副主席） - 张茂华（全国总工会书记处书记） - 奇巴图（共青团中央书记处书记） - 谭琳（全国妇联副主席、书记处书记） - 程凯（中国残联副理事长） - 王建军（卫生健康委党组成员、中国老龄协会会长） | 2023年，《国务院机构改革方案》规定，国家卫生健康委员会的组织拟订并协调落实应对人口老龄化政策措施、承担全国老龄工作委员会的具体工作等职责划入民政部。全国老龄工作委员会的组成人员有： 主任 - 谌贻琴（国务委员） 副主任 - 陆治原（民政部部长，兼全国老龄工作委员会办公室主任） 委员 （不详） |

## 办事机构
全国老龄工作委员会的办事机构是全国老龄工作委员会办公室，设在民政部。1999年《国务院关于成立全国老龄工作委员会的通知》称，“全国老龄工作委员会下设办公室，办公室设在民政部，办公室主任由多吉才让同志兼任，具体工作委托中国老龄协会承担。办公室的职责、人员组成等问题由全国老龄工作委员会研究确定。”2005年8月，经中央编委批准，“全国老龄工作委员会办公室与中国老龄协会实行合署办公。在国内以全国老龄工作委员会办公室的名义开展工作；在国际上主要以中国老龄协会的名义开展老龄事务的国际交流与合作”（中央编办发〔2005〕18号）。
2009年2月16日，民政部党组会议听取并研究了全国老龄办关于内设机构设置的意见，同意设综合部、政策研究部、事业发展部、宣传部、国际部、人事部，同意曾琦任综合部主任、王珣任政策研究部主任、王绍忠任事业发展部主任、吴秋风任宣传部主任、肖才伟任国际部主任、孙勇任人事部主任。

#### 职责
全国老龄工作委员会办公室的职责是：
1. 办理全国老龄工作委员会决定的事项；
2. 研究提出全国老龄工作发展的方针政策和规划，拟订实施办法；
3. 督促、检查全国老龄工作委员会决定事项在有关部门和各地的落实情况并综合上报；
4. 负责各成员单位的联系、协调工作；
5. 开展调查研究，收集、整理老龄工作的有关情况和信息，总结推广先进经验；
6. 承办全国老龄工作委员会交办的其他事项[15]。

#### 机构设置
全国老龄工作委员会办公室的机构设置是：

| 内设机构 - 综合部 - 政策研究部 - 权益保护部 - 事业发展部 - 宣传部（全国老龄办新闻办公室） - 人事部（国际部） | 直属事业单位 - 机关服务中心 - 信息中心 - 中国老龄科学研究中心 - 中国老年报社 - 中国老年杂志社 - 华龄出版社 | 代管社团 - 中国老龄产业协会 - 中国老龄事业发展基金会 - 中国老年学学会 - 中国老年大学协会 |

#### 历任领导
全国老龄工作委员会办公室历任主任、副主任是：
主任
- 多吉才让（1999年10月－2003年3月，民政部部长，兼任）[1]
- 李学举（2003年3月－2010年6月，民政部部长，兼任）[9]
- 李立国（2010年6月－2016年11月，民政部部长，兼任）
- 黄树贤（2016年11月－2018年9月，民政部部长，兼任）[15]
- 马晓伟（2018年9月－？，卫生健康委主任，兼任）
- 陆治原（2024年－，民政部部长，兼任）[14]

常务副主任
- 张文范（1999年10月－2001年4月，中国老龄协会会长，兼任）[20]
- 李宝库（2001年4月－2004年4月，民政部副部长、中国老龄协会会长，兼任）[21]
- 李本公（2004年4月－2008年9月，中国老龄协会会长，兼任）[11]
- 陈传书（2008年9月－2014年6月，中国老龄协会会长、全国老龄办党组书记，兼任）[11]
- 邹铭（2014年7月－2015年1月，中国老龄协会会长，2014年6月起任全国老龄办党组书记，兼任）[22]
- 王建军（2015年1月－？，中国老龄协会会长、全国老龄办党组书记，兼任）[15]

副主任
- 张志鑫（？－？，中国老龄协会副会长）[23]
- 赵宝华（？－2005年9月，中国老龄协会副会长）[24]
- 白桦（？－？，中国老龄协会副会长）[25]
- 袁新立（2001年9月－2008年11月，中国老龄协会副会长）（2005年10月－2010年1月任全国老龄工作委员会办公室党委副书记）
- 曹炳良（2004年11月－2011年12月，中国老龄协会副会长）
- 阎青春（2005年10月－2014年10月，中国老龄协会副会长）
- 吴玉韶（2005年10月－2018年9月，中国老龄协会副会长）[15]
- 肖才伟（2010年9月－2018年9月，中国老龄协会副会长）[15]
- 窦玉沛（？－2016年3月，民政部副部长，兼任）[26]
- 鲍学全（2012年11月－2015年9月，中国老龄协会副会长）
- 朱勇（？－？，中国老龄协会副会长）[27]
- 吕晓莉（2013年－2015年9月，中国老龄协会副会长）[28]
- 朱耀垠（2015年9月－2018年9月，中国老龄协会副会长）[15][29]
- 王绍忠（2015年9月－2018年9月，中国老龄协会副会长）[15][29]
- 高晓兵（2016年3月－2018年9月，民政部副部长，兼任）[15]
- 唐承沛（2024年－2025年，民政部副部长，兼任）[14]

### 中国老龄协会
中国老龄协会是国务院副部级事业单位，由民政部代管。
1982年3月，经国务院批准，“老龄问题世界大会中国委员会”成立。1982年7月，“老龄问题世界大会中国委员会”代表中国政府出席在奥地利维也纳召开的"老龄问题世界大会"。1982年10月7日，该委员会向国务院写了出席维也纳大会的报告，建议将“老龄问题世界大会中国委员会”改名为“中国老龄问题全国委员会”，报告附有建议的“中国老龄问题全国委员会”组成人员名单，于光汉任主任，副主任为章明（民政部副部长）、谭云鹤（卫生部副部长）、魏恒仓，秘书长为武元晋。1982年10月20日，国务院批准了该报告及附件中的组成人员名单，同意将“老龄问题世界大会中国委员会”改为“中国老龄问题全国委员会”，这是中华人民共和国第一个领导全国老龄工作的组织。
1983年3月1日，中国老龄问题全国委员会向国务院写了《关于我国老龄工作中几个问题的请示》，提出4点建议：（一）中国老龄委应是行政机构，作为国务院的一个部门；（二）中国老龄委的任务是：对有关老龄问题的一些重大问题进行调查研究，综合规划，组织协调，督促检查；参加有关老龄问题的国际性和地区性的专业会议，开展多边或双边的技术合作等外事活动；（三）老龄问题的具体业务，由国务院有关部委、中央的群众团体和科研单位分别管理，现在谁管的仍归谁管；（四）中国老龄委的工作人员，除兼职的以外，暂设8名专职干部。1983年4月22日，国务院批准了上述请示，发出《国务院办公厅转发中国老龄问题全国委员会关于我国老龄工作几个问题的请示的通知》（国办发〔1983〕29号），将原报告中提到的中国老龄委应是“行政机构”改为“社会团体”，因国家机关正精简机构，不宜增设行政单位。1985年4月16日，《国办给中国老龄问题全国委员会就中国老龄问题全国委员会归属问题的答复》（国办函〔1985〕16号）称，“一、根据有关规定，中国老龄问题全国委员会不再确定级别。二、委员会的性质、任务和业务范围，仍按照《国务院办公厅转发中国老龄问题全国委员会关于我国老龄工作几个问题的请示的通知》（国办发〔1983〕29号文件）执行。三、中国老龄问题全国委员会及其日常工作，仍维持现状，挂靠在劳动人事部。四、关于党的关系问题，中组部已另答复。”
1982年2月，中共中央发布《关于建立老干部退休制度的决定》，大批老干部退出领导岗位。这些老干部成为广大老年人的带头人。在此背景下，各种为老年人服务的社会团体纷纷成立。《国务院办公厅转发中国老龄问题全国委员会关于我国老龄工作几个问题的请示的通知》（国办发〔1983〕29号）下达后，这些社会团体纷纷请中国老龄委在业务上领导他们。
1983年7月，中国老龄委创办《中国老年》杂志，邓小平题写刊名，邓颖超、杨尚昆、徐向前等老同志题词。同时还办了《老龄工作简讯》、《老龄问题研究资料》。中国老龄委推动各省、自治区、直辖市成立老龄委员会，还加强了同国外涉老部门的交往。1984年2月，经国务院批准，聘请中共中央政治局委员、中央军委副主席聂荣臻为中国老龄委名誉主任，同年4月又聘请余秋里、宋任穷等25位中央部长级以上老同志为中国老龄委顾问。1984年8月，中国老龄委召开全国老龄工作会议，王震代表中共中央、国务院向大会作了《大家都来关心老龄事业》的讲话。
1995年2月19日，经国务院批准，“中国老龄问题全国委员会”更名为“中国老龄协会”（对外保留原英文名称不变）。
中国老龄协会的职责任务是：“对我国老龄事业发展的方针、政策、规划等重大问题和老龄工作中的问题，进行调查研究，提出建议；开展信息交流、咨询服务等与老龄问题有关的社会活动，参与有关国际活动；承办国务院交办的其他事项和有关部门委托的工作。”
中国老龄协会历任领导是：
| 会长 - 于光汉（1984年－1986年，中国老龄问题全国委员会主任） - 王照华（1986年10月－1995年，中国老龄问题全国委员会主任） - 张文范（1996年1月－2001年4月） - 李宝库（2001年4月－2004年4月25日，民政部副部长兼） - 李本公（2004年4月25日－2008年9月21日） - 陈传书（2008年9月21日－2014年6月24日） - 邹铭（2014年6月24日－2015年1月9日） - 王建军（2015年1月9日－2022年11月26日） - 刘振国（2023年7月23日－2025年7月9日，至2025年4月为民政部党组成员兼，2025年4月起为民政部副部长兼） - 孙硕鹏（2025年7月9日－，民政部党组成员兼） | 副会长 - 章明（1982年10月－？，民政部副部长，中国老龄问题全国委员会副主任） - 谭云鹤（1982年10月－？，卫生部副部长，中国老龄问题全国委员会副主任） - 魏恒仓（1982年10月－1986年，中国老龄问题全国委员会副主任） - 张文庄（1987年－？，中国老龄问题全国委员会第一副主任） - 王传斌（1987年－1996年，中国老龄问题全国委员会副主任） - 周士贤（1987年－？，中国老龄问题全国委员会副主任） - 张亚群（1987年3月－1996年10月，中国老龄问题全国委员会副主任） - 曲琪玉（1987年－1996年1月，中国老龄问题全国委员会副主任） - 郭锡权（1988年5月－1991年5月，中国老龄问题全国委员会副主任） - 王建根（？－？，中国老龄问题全国委员会副主任） - 邢雁（1992年－1996年，中国老龄问题全国委员会副主任） - 于国厚（1996年7月－1999年12月） - 唐武全（？－？） - 张志鑫（？－？） - 赵宝华（1998年－2005年9月） - 白桦（？－？） - 袁新立（1998年8月－2008年11月） - 曹炳良（2004年9月－2011年12月） - 阎青春（2005年10月－2014年10月） - 吴玉韶（2005年10月－？） - 肖才伟（2010年9月－？） - 鲍学全（2012年11月－2015年9月） - 朱勇（？－？） - 吕晓莉（2013年－2015年9月，2024年－） - 李耀东（？－？） - 朱耀根（2015年9月－？） - 王绍忠（2015年9月－，全国老龄办党组成员兼） - 高飞（2025年－） |